# The Torchwood Archive
The Torchwood Archive ist eine Hörspielproduktion von Big Finish Productions aus deren Torchwood-Serie, geschrieben von James Goss. Als Sprecher fand sich fast die gesamte Hauptbesetzung der Fernsehserie Torchwood noch einmal zusammen, darunter John Barrowman, Eve Myles und Gareth David-Lloyd als Captain Jack Harkness, Gwen Cooper und Ianto Jones.

## Handlung
In ferner Zukunft besucht Jeremaiah Bash Henderson inmitten eines gewaltigen Krieges einen verwüsteten Asteroiden. Auf dem Asteroiden findet er ein vergessenen Außenposten vor und entdeckt darin ein Archiv. Das Archiv birgt Geheimnisse eines uralten irdischen Instituts, dessen Aufzeichnungen bis ins 19. Jahrhunderts zurückreichen: „Torchwood“. Jeremiahs Ziel ist es, alles Wichtige über die Geheimorganisation herauszufinden, doch erst muss er an den Geistern der seit langem toten Torchwood-Agenten vorbei, von denen jeder die eine oder andere Geschichte zu erzählen hat.

## Produktion
Es handelt sich um eine Sonderfolge zur Jubiläumsfeier des 10. Jahrestages der Erstausstrahlung von Torchwood, einem Spin-off der britischen Science-Fiction-Kultserie Doctor Who. Wie bei allen anderen Big-Finish-Hörspielen der Torchwood-Reihe wurde auch The Torchwood Archive bestand das Produzententeam aus James Goss, Jason Haigh-Ellery und Nicholas Briggs. Haigh-Ellery und Briggs agieren dabei nicht als künstlerische Leiter, sondern als Geschäftsführer (Executive Producers) der Hörspielreihe. James Goss schrieb hier auch das Buch. Das Hörspiel wurde im Verlauf mehrerer Monate aufgezeichnet. Die Sprecher nahmen im gleichen Zeitraum noch mehrere andere Hörspiele für die Torchwood-Reihe des Hörbuchverlages auf. Am 21. Oktober 2016 wurde das Hörspiel auf CD und als Download veröffentlicht.

## Kontinuität
Voraussetzung für die Zusammenarbeit der BBC mit Big Finish Audio ist die Gewährleistung von Kontinuität innerhalb des Whoniverse. Alle Torchwood-Hörbücher des Unternehmens greifen daher einerseits auf Personen und Geschichten aus der Fernseh- und Hörspiel-Serie zurück und vermeiden dabei gleichzeitig einen Eingriff in den weiteren Handlungsverlauf.
- Alex Hopkins und das Kleine Mädchen wurden in der Fernseh-Episode Fragments der zweiten Staffel vorgestellt. Julian Lewis Jones spielt die Rolle des Hopkins sowohl in der Fernsehserie als auch im Hörspiel.
- Madeline erwähnt den Tod von George Wilson, dieser war Teil des ersten Big-Finish-Torchwood-Hörspiels The Conspiracy.
- Tracy-Ann Oberman spielt erneut ihre Rolle der Yvonne Hartman. Hartmann war die Leiterin von Torchwood One. Sie trat erstmals in der Doctor Who Fernseh-Episode Army of Ghosts und der darauf folgenden Doomsday in Erscheinung, außerdem noch einmal im Big-Finish-Hörspiel One Rule.
- Tosh erwähnt im Hörspiel, dass es einen Weg gebe, durch die Manipulation der Erdfelder den Tod zu verhindern. Diese Idee wurde (Jahre nach Toshikos Tod) in der vierten Torchwood-Fernsehstaffel, Miracle Day, erkundet.
- The Torchwood Archive wurde zuvor bereits in der Doctor-Who-Fernsehfolge The Satan Pit erwähnt. Die darin vorkommenden Figuren arbeiteten im Auftrag des Archivs.